# Peter R. de Vries
Peter Rudolf de Vries, född 14 november 1956 i Aalsmeer, död 15 juli 2021 i Amsterdam, var en nederländsk grävande journalist och TV-programledare. Han sköts i Amsterdam den 6 juli 2021 och avled av sina skador den 15 juli.

## Biografi
Peter R. de Vries började som journalist år 1978 på den nederländska dagstidningen De Telegraaf och ägnade sig främst åt brottmålsjournalistik. Han skrev senare också en bok om kidnappningen av direktören Freddy Heineken 1983. Senare i sin karriär var de Vries främst verksam i tv, med egna tv-program eller som gäst. Han ägnade sig särskilt i sin journalistik åt många oupplösta mordfall och tack vare tv-program och grävande undersökningsjournalistik lyckades han aktivt bidra till att många mord klarades upp, ibland åratal efter de hade begåtts. Ett internationellt känt fall var mordet på Natalee Holloway, där nederländaren Joran van der Sloot erkände att hon dödats och att han hade dumpat hennes kropp i havet. För tv-programmet vann de Vries en internationell Emmy.